# Ål, Norge
Ål (även kallad Sundre) är en tätort och kyrkby som utgör centralort i Åls kommun i Buskerud fylke i Norge. Orten ligger i Hallingdal, täcker 3,23 km² och hade 2 281 invånare 2007.
I Ål fanns tidigare en stavkyrka, men den revs under 1880-talet.. Det finns ett stavkyrkomuseum i orten som ger en bild av hur kyrkan såg ut.
Orten korsas av Bergenbanan samt riksväg 7.
I orten ordnas varje år en stor folkmusikfestival, kallad Den Norske Folkemusikkveka. I juni varje år äger Ål-Utstillinga rum, som är en stor lantbruksutställning.
Strax norr om orten ligger utförsåkningsanläggningen Ål skisenter.
Countryrockgruppen Hellbillies kommer från Ål.